# Кровавый чай и красная ниточка
«Кровавый чай и красная ниточка» (англ. Blood Tea and Red String) — американский кукольный анимационный фильм 2006 года, снятый Кристиан Седжавски по её собственному сценарию. Это первый и (на начало 2025 года) единственный полнометражный фильм Седжавски.
В сюрреалистическом повествовании речь идёт о двух группах антропоморфных существ и кукле с лицом женщины. Музыку к фильму написал Марк Гроуден (диалогов в нём нет). Производство фильма заняло тринадцать лет. Работе над фильмом Седжавски посвятила книгу «Blood Tea and Red String: Production Archives».

## Сюжет
Действие разворачивается в мире, где живут две группы антропоморфных животных: в одну входят три белые мыши, одетые в красные камзолы, в другую — четыре мохнатых существа с клювами, также носящие длинные одежды («существа, которые живут под дубом»). Мыши приносят существам с клювами портрет женщины, заказывая им сделать куклу с таким лицом. Существа с клювами изготовляют куклу, однако настолько влюбляются в неё сами, что отказываются отдать её мышам. Существа с клювами начинают поклоняться кукле. Когда по реке мимо них проплывает белое яйцо, они вшивают яйцо в живот кукле, привязывают её к рукам красные ниточки и вешают куклу на дереве над входной дверью в своё жилище. Однако ночью мыши, перемещающиеся в карете, которую везёт черепаха, крадут куклу с дерева и увозят.
Наутро, увидев пропажу, трое из четверых существ с клювами, взяв карту и надев плащи, пешком отправляются на поиски утраченной куклы. По дороге с ними происходят различные приключения: так, они съедают плоды, которые изменяют состояние их сознания, и чуть не гибнут, их спасает лягушка-лекарь. Они также встречают паучиху с лицом женщины, которая ловит птиц и обвязывает красной ниткой, из которой состоит её паутина. Между тем, мыши привозят куклу домой и проводят время, играя в карты и распивая чай красного цвета. Внезапно яйцо внутри куклы лопается, и из него рождается птица с синими крыльями и лицом, похожим на лицо женщины-куклы. Синяя птица улетает, что видят и приблизившиеся к жилищу мышей существа с клювом. Одна из мышей пытается прикрепить к рукам куклы синие перья, которые обронила птица. Птицу же ловит паучиха. В обмен на плод существа с клювом забирают птицу, которая, вероятно, умерла. Лягушка-лекарь проводит над птицей обряд и зашивает её между двумя зелёными листками.
В финале существа с клювом приносят завёрнутую птицу домой. Мыши, одна с куклой, к которой приделаны синие перья, а две другие верхом на черепахе, тоже приходят к существам, но после стычки с ними уезжают обратно с разорванной на части куклой. Существа с клювом пускают тело птицы по течению реки, которая когда-то принесла им яйцо.

## Критика
Мультфильм получил 92 % положительных отзывов критиков на сайте Rotten Tomatoes. Он включался в различные списки лучших анимационных фильмов всех времён или 21 века.
Критики положительно высказались о фильме как об образце независимого авторского искусства. Отмечалось влияние анимации Яна Шванкмайера (в частности, «Алиса»), а также сходство с мультфильмом «Крысолов» Иржи Барта. По словам Дейдра Баррета, послание фильма заключается в том, что «каждый убивает то, что он любит»: мыши, существа с клювами (критик называет их крысами) и паучиха сражаются за обладание куклой и её необычным «ребёнком», однако всё это приводит к трагическим последствиям.

## Продолжение
По замыслу Седжавски, фильм должен стать первой частью трилогии. В 2011 году она объявила о начале работы над вторым фильмом, «Зёрнышко в песке» (Seed in the Sand), который предполагала завершить в течение пяти лет.